# Тумирська сільська рада
| Тумирська сільська рада — орган місцевого самоврядування у Галицькому районі Івано-Франківської області з адміністративним центром у с. Тумир. Сільській раді підпорядковані населені пункти: - с. Тумир — населення 781 чол.; площа 5,000 кв.км; засн. в 1392 році. |

## Склад ради
Рада складається з 12 депутатів та голови.

### Керівний склад ради
| ПІБ                        | Основні відомості                                            | Дата обрання | Дата звільнення |
| -------------------------- | ------------------------------------------------------------ | ------------ | --------------- |
| Саранчук Василь Михайлович | Сільський голова, 1965 року народження, освіта, безпартійний | 26.03.2006   | 31.10.2010      |

Примітка: таблиця складена за даними джерела

## Історія
Утворена в 1990 році.